# Artemis Malo
 (août 2025).
Artemis Kosta Malo  née le 19 mai 1981 à Gjirokastër, Albanie est une diplomate et femme politique albanaise. Elle est ambassadrice d'Albanie au Canada depuis juillet 2024. Elle a auparavant exercé les fonctions de vice-ministre des Affaires étrangères et de députée au Parlement.

## Biographie

### Formation
Artemis Malo est diplômée en droit et en philologie anglaise. Elle obtient un master en études de traduction en 2006, puis un doctorat en linguistique à l’Université de Tirana en 2016. En 2011, elle reçoit le titre académique de « Docente » à l’université Eqrem Çabej de Gjirokastër.

### Débuts dans la vie publique
Titulaire d'une formation universitaire et engagée dans le domaine de l’enseignement supérieur, elle participe à la vie politique et administrative dès la seconde moitié des années 2010.

## Carrière politique
Elle est nommée vice-ministre au ministère de l’Europe et des Affaires étrangères en 2017 et occupe ce poste jusqu'en 2019. Elle est à nouveau nommée à ce poste de 2021 à 2024,.
Elle est élue députée au Parlement albanais en mai 2019, où elle représente le district de Gjirokastër. Durant son mandat, elle est active dans plusieurs commissions parlementaires, notamment celles chargées de la sécurité nationale, de l’intégration européenne, des affaires économiques, et du droit et des droits de l’homme,.
En juillet 2024, elle est nommée ambassadrice d’Albanie au Canada par décret présidentiel, sur proposition du Premier ministre Edi Rama. Elle succède à Ermal Muça dans cette fonction diplomatique.